# Бобаја (Хунедоара)
Бобаја (рум. Bobaia) насеље је у Румунији у округу Хунедоара у општини Бошород. Oпштина се налази на надморској висини од 421 m.

## Становништво
Према подацима из 2002. године у насељу је живело 153 становника, од којих су сви румунске националности.